# Arrows A20
O A20 é o modelo da Arrows da temporada de 1999 da Fórmula 1. Condutores: Pedro de la Rosa e Toranosuke Takagi.

## Resultados[2]
(legenda) 
| Ano  | Chassi | Motor           | Pneus | N° | Pilotos           | 1   | 2   | 3   | 4   | 5   | 6   | 7   | 8   | 9   | 10  | 11  | 12  | 13  | 14  | 15  | 16  | Pontos | Posição |  |
| ---- | ------ | --------------- | ----- | -- | ----------------- | --- | --- | --- | --- | --- | --- | --- | --- | --- | --- | --- | --- | --- | --- | --- | --- | ------ | ------- |  |
|      |        |                 |       |    |                   |     |     |     |     |     |     |     |     |     |     |     |     |     |     |     |     |        |         |  |
|      |        |                 |       |    |                   | AUS | BRA | SMR | MON | ESP | CAN | FRA | GBR | AUT | GER | HUN | BEL | ITA | EUR | MAL | JPN |        |         |  |
| 1999 | A20    | Arrows A20E V10 | B     | 14 | Pedro de la Rosa  | 6   | Ret | Ret | Ret | 11  | Ret | 11  | Ret | Ret | Ret | 15  | Ret | Ret | Ret | Ret | 13  | 1      | 9º      |  |
| 1999 | A20    | Arrows A20E V10 | B     | 15 | Toranosuke Takagi | 7   | 8   | Ret | Ret | 12  | Ret | DSQ | 16  | Ret | Ret | Ret | Ret | Ret | Ret | Ret | Ret | 1      | 9º      |  |